# Эндрексон, Тыну
Ты́ну Э́ндрексон (эст. Tõnu Endrekson, род. 11 июня 1979 года в Пярну, СССР) — эстонский гребец, призёр Олимпийских игр 2008 и 2016 годов, пятикратный бронзовый призёр чемпионатов мира, трёхкратный чемпион Европы. Участник 6 подряд Олимпийских игр (2004—2024).

## Биография
Тыну Эндрексон родился в небольшом эстонском городе Пярну. Здесь же он начал заниматься академической греблей. Уже на юниорском уровне Эндрексон показывал неплохие результаты и главным успехом в молодёжных соревнованиях стало золото в парной двойке на молодёжном чемпионате мира в 2001 году. В том же году Тыну попал в основной состав сборной Эстонии в парной четвёрке и впервые принял участие во взрослом чемпионате мира.
В 2004 году Эндрексон вместе с Леонидом Гуловым принял участие в летних Олимпийских играх в соревнованиях парных двоек. Эстонские спортсмены успешно преодолели предварительные раунды и вышли в финал. На протяжении всего финального заплыва эстонцы держались в лидирующей группе, но на финише сил уже не хватило и Эндрексон с Гуловым пришли на финиш только четвёртыми. В период с 2005 по 2007 год Эндрексон трижды становился бронзовым призёром мировых первенств. В 2005 и 2006 годах Тыну стал призёром в соревнованиях парных двоек, а в 2007 году занял третье место в соревнованиях парных четвёрок.
В 2008 году Эндрексон во второй раз принял участие в летних Олимпийских играх. В этот раз партнёром Тыну стал эстонец Юри Яансон, для которого эта Олимпиада стала уже шестой. В соревнованиях парных двоек эстонские спортсмены смогли пробиться в финал, преодолев два квалификационных раунда. Финал сложился для эстонской двойки очень тяжело. После первой четверти дистанции эстонские гребцы шли только на пятом месте, но постепенно прибавляя вышли на третье, а на самом финише сумели догнать спортсменов из Великобритании. Только фотофиниш смог показать, что эстонская двойка пришла на финиш чуть раньше. Таким образом Тыну Эндрексон и Юри Яансон стали обладателями серебряных медалей.
25 сентября 2008 года, в честь завоевания серебряной медали Олимпийских игр, была выпущена марка с изображением Яансона и Эндрексона.
В сентябре 2008 года Эндрексон в составе парной четвёрки впервые в карьере стал чемпионом Европы.
В 2011 году на чемпионате Европы в болгарском Пловдиве Тыну в составе четвёрки завоевал серебряную медаль. В 2016 году на чемпионате Европы по академической гребле в немецком городе Бранденбург в составе четверки завоевал золотую медаль.
На Олимпийских играх в Бразилии завоевал бронзовую медаль в заезде четверок.
На летней Олимпиаде в Токио вместе с наездницей Диной Эллерман нес флаг Эстонии на церемонии открытия Игр.

## Государственные награды
- Орден Белой звезды 2-го класса — 2009[5]
- Орден Эстонского Красного Креста 2-го класса — 2017[6]